# Departamento Nacional de Produção Mineral
O Departamento Nacional de Produção Mineral (DNPM) foi uma autarquia federal brasileira, vinculada ao Ministério de Minas e Energia, com sede e foro em Brasília, Distrito Federal, e circunscrição em todo o Território Nacional, com representação por superintendências e delegacias.
O DNPM foi extinto através da Medida Provisória n° 791, de 25 de julho de 2017, que criou a Agência Nacional de Mineração (ANM), e do Decreto nº 9.587, de 27 de novembro de 2018, que aprovou a estrutura regimental e organizacional da ANM.
O Departamento publicou diversos documentos técnicos a respeito de mineração, e a grande parte está disponível em sua Biblioteca Virtual.

## Histórico
A Constituição republicana de 1891 (República Velha)  vinculava a propriedade do subsolo à do solo. O Presidente Getúlio Vargas, nos anos iniciais do Estado Novo, defendeu a necessidade de nacionalizar as reservas minerais do Brasil. Decretos da sua iniciativa suspenderam  a alienação ou oneração de qualquer jazida mineral.
Cronologia da legislação que regula a exploração de jazidas minerais
1933, foram criados a Diretoria-Geral de Pesquisas Científica, subordinada ao Serviço Geológico e Mineralógico do Brasil, o Instituto Geológico e Mineralógico do Brasil, em 20 de janeiro, entidade que substituía o Serviço Geológico e Mineralógico do Brasil e a Diretoria-Geral de Produção Mineral, vinculada ao Ministério da Agricultura.
1934, nova Constituição e o Código de Minas separam as propriedades do solo e do subsolo. Através do Decreto 23.979, de 8 de março de 1934, foi criado o Departamento Nacional da Produção Mineral (DNPM), sendo extinta a Diretoria-Geral de Pesquisas Científicas.
1960 foi criado o Ministério das Minas e Energia (MME). O DNPM foi incorporado à estrutura do novo Ministério.
1988, a atual Constituição Federal restabelece, em parte, restrições à participação estrangeira na exploração e aproveitamento de recursos minerais.
1990, a Lei 8.028 extingue o Ministério das Minas e Energia e cria o Ministério da Infra-Estrutura. O DNPM é incorporado a estrutura do novo Ministério.
1992, a Medida Provisória 302 extingue o Ministério da Infra-Estrutura e cria o Ministério de Minas e Energia. O DNPM é incorporado à estrutura do récem criado Ministério de Minas e Energia. No mesmo ano, através do Decreto nº 1.324, o Governo institui como autarquia o Departamento Nacional de Produção Mineral - DNPM.
1994, pela Lei nº 8.876, o Poder Executivo foi autorizado a instituir, como autarquia, o Departamento Nacional de Produção Mineral - DNPM. O Decreto 1.324 reformula organicamente o órgão, nos termos da nova lei.
2017, pela Medida Provisória n° 791, o Governo Federal extingue o DNPM e cria a Agência Nacional de Mineração - ANM. Além disso, publica as Medidas Provisórias n° 789 e 790, que alteram as alíquotas da CFEM e o Código de Mineração.

## Atribuições
Como está definido na Constituição Federal de 1988, o subsolo e os bens minerais em território brasileiro pertencem à União. O DNPM, até a publicação da Medida Provisória n° 791, que criou a Agência Nacional de Mineração, era o órgão governamental encarregado de gerir e fiscalizar o exercício das atividades de mineração em todo o território nacional, zelando para que o aproveitamento dos recursos minerais seja realizado de forma racional, controlada e sustentável, resultando em benefício para toda a sociedade.
A autarquia tinha por finalidade promover o planejamento e o fomento da exploração mineral e do aproveitamento dos recursos minerais e superintender as pesquisas geológicas, minerais e de tecnologia mineral, bem como assegurar, controlar e fiscalizar o exercício das atividades de mineração em todo o Território Nacional, na forma do que dispõem o Código de Mineração; o Código de Águas Minerais; os respectivos regulamentos e a legislação que os complementam, competindo-lhe, em especial:
I - promover a outorga, ou propô-la à autoridade competente, quando for o caso, dos títulos minerários relativos à exploração e ao aproveitamento dos recursos minerais e expedir os demais atos referentes à execução da legislação minerária;
II - coordenar, sistematizar e integrar os dados geológicos dos depósitos minerais, promovendo a elaboração de textos, cartas e mapas geológicos para divulgação; 
III - acompanhar, analisar e divulgar o desempenho da economia mineral brasileira e internacional, mantendo serviços de estatística da produção e do comércio de bens minerais; 
IV - formular e propor diretrizes para a orientação da política mineral; 
V - fomentar a produção mineral e estimular o uso racional e eficiente dos recursos minerais; 
VI - fiscalizar a pesquisa, a lavra, o beneficiamento e a comercialização dos bens minerais, podendo realizar vistorias, autuar infratores e impor as sanções cabíveis, na conformidade do disposto na legislação minerária; 
VII - baixar normas, em caráter complementar, e exercer a fiscalização sobre o controle ambiental, a higiene e a segurança das atividades de mineração, atuando em articulação com os demais órgãos responsáveis pelo meio ambiente, segurança, higiene e saúde ocupacional dos trabalhadores; 
VIII - implantar e gerenciar bancos de dados para subsidiar as ações de política mineral, necessárias ao planejamento governamental; 
IX - baixar normas e exercer fiscalização sobre a arrecadação da compensação financeira pela exploração de recursos minerais, de que trata o § 1º do art. 20 da Constituição; 
X - fomentar a pequena empresa de mineração; e 
XI - estabelecer as áreas e as condições para o exercício da garimpagem em forma individual ou associativa.

## Arrecadação
Competia ao DNPM recolher as seguintes contribuições (missão hoje no encargo da ANM):
Taxa Anual por Hectare (TAH), tributo com natureza de preço público, instituída pela Lei nº 7.886. É devida pelo titular de uma área autorizada para pesquisa mineral, uma vez publicado seu título autorizativo (Alvará de Pesquisa) no Diário Oficial da União (DOU). Seu valor recai em função da área de pesquisa autorizada, em hectares. Portaria do Diretor-Geral do DNPM nº 400, de 30 de setembro de 2008 o estabelece em R$1,90, por hectare, e, na vigência do prazo de prorrogação da autorização de pesquisa, em R$2,87.
Compensação Financeira pela Exploração de Recursos Minerais (CFEM), uma contraprestação pela utilização econômica dos recursos minerais. A CFEM foi estabelecida na Carta Magna, no Art. 20, § 1º, sendo devida aos Estados, ao Distrito Federal, aos Municípios e aos órgãos da administração da União. 
A CFEM É devida por toda e qualquer pessoa física ou jurídica que explore substâncias minerais com fins de aproveitamento econômico (exceto oriunda de lavra garimpeira, que é isenta), calculada sobre o valor do faturamento líquido, obtido por ocasião da venda do produto mineral, nas seguintes alíquotas:
- alíquota de 3% para: minério de alumínio, manganês, sal-gema e potássio.
- alíquota de 2% para: ferro, fertilizante, carvão e demais substâncias.
- alíquota de 0,2% para: pedras preciosas, pedras coradas lapidáveis, carbonatos e metais nobres.
- alíquota de 1% para: ouro.

No começo do ano de 2011, o DNPM cobrou da empresa mineradora Vale S.A. uma dívida de R$ 900 milhões em royalties pela exploração de minério no Pará e cerca de R$ 3 bilhões pela mineração em Minas Gerais, dívida que a empresa contesta.
Em 2012, o DNPM arrecadou 2 bilhões de reais. Esse valor representa um crescimento de 10 vezes em 10 anos. O valor arrecadado em 2002 foi de cerca de 200 milhões de reais.   

## Fósseis
O decreto-lei nº 4.146 de 1942, deu ao  DNPM  o poder de regular e fiscalizar os fósseis no Brasil.

## Quadro e carreiras
O quadro efetivo do DNPM, agora redistribuído para a Agência Nacional de Mineração está definido na Lei nº 11.046/2004 e tem como base o Plano de Cargos das Carreiras e o Plano Especial de Cargos. O Plano de Cargos das Carreiras é formado pelos cargos de Especialista em Recursos Minerais, Analista Administrativo, Técnico em Atividades de Mineração e Técnico Administrativo. O corpo geral de funcionários do DNPM é complementado por Cargos em Comissão e por funcionários contratados por empresas terceirizadas.
A força de trabalho da autarquia era composta por geólogos, engenheiros agrimensores, engenheiros de minas, técnicos de mineração, economistas, técnicos administrativos, profissionais de geoprocessamento e  computação, além de pessoal de apoio. Atualmente tal corpo funcional compõe o quadro da Agência Nacional de Mineração.

## Estrutura organizacional
A estrutura do DNPM era constituída por:
- Diretoria Geral
- Gabinete do Diretor-Geral
- Procuradoria Jurídica
- Auditoria Interna
- Corregedoria
- Ouvidoria
- Coordenação Geral de Tecnologia da Informação e Geoprocessamento
- Diretoria de Gestão Administrativa
- Diretoria de Procedimentos Arrecadatórios
- Diretoria de Gestão de Títulos Minerários
- Diretoria de Fiscalização
- Diretoria de Planejamento Mineral

O DNPM dispunha, além da sede, em Brasília, de uma representação em cada um dos estados brasileiros. Essas representações, antes denominadas distritos, passaram  recentemente  a ser chamadas superintendências. Até meados do ano de 2010, essas representações eram numeradas segundo a ordem de sua criação (à exceção do Acre, que passou a ter escritório próprio a partir de 2011), a saber:
- 1º Distrito - RS
- 2º Distrito - SP
- 3º Distrito - MG
- 4º Distrito - PE
- 5º Distrito - PA
- 6º Distrito - GO
- 7º Distrito - BA
- 8º Distrito - AM
- 9º Distrito - RJ
- 10º Distrito - CE
- 11º Distrito - SC
- 12º Distrito - MT
- 13º Distrito - PR
- 14º Distrito - RN
- 15º Distrito - PB
- 16º Distrito - AP
- 17º Distrito - TO
- 18º Distrito - SE
- 19º Distrito - RO
- 20º Distrito - ES
- 21º Distrito - PI
- 22º Distrito - MA
- 23º Distrito - MS
- 24º Distrito - RR
- 25º Distrito - AL

Às superintendências competia: 
- executar as atividades finalísticas, assegurando, controlando e fiscalizando o exercício das atividades de mineração na sua área de jurisdição;
- instruir processos técnicos e administrativos;
- representar o DNPM na sua área de jurisdição;
- incumbir-se das demais atribuições que lhe forem cometidas por delegação.

## Modernização do DNPM
Durante a Década de 2000, autarquia foi modernizada, com ampla informatização e rede de computadores integrada em escala nacional. Os principais sistemas computacionais disponibilizados pelo DNPM são:
- Pré-Requerimento Eletrônico
- Cadastro Mineiro
- Relatório Anual de Lavra Eletrônico
- Sistema de Emissão de Boletos
- SisMINEweb
- SIGMINE
- Sistema Eletrônico de Informações (SEI) - Processo Eletrônico

Em 25 de julho de 2017, houve mudança na cobrança de royalties e na definição de órgãos responsáveis pela ordenação da mineração no Brasil, através da edição das Medidas Provisórias n° 789, 790 e 791 pelo  Governo Federal durante a gestão de Michel Temer. 
Tal normatização foi a cominação das discussões, após longa tramitação no Congresso Nacional, do Projeto de Lei 5.807/2013, de iniciativa do Governo Federal durante a gestão de Dilma Rousseff, o qual havia sido apensado ao Projeto de Lei 37/2011], que pretendia criar um novo marco legal na mineração e substituir o antigo Código de Mineração. A tramitação do PL no Congresso iniciou-se em regime de urgência constitucional, porém, após o apensamento de diversos outros projetos e emendas , falta de consenso e outras prioridades no Congresso Nacional, acabou caindo o regime de urgência constitucional e o projeto teve que ser reelaborado. 
Assim como nos Projetos de Lei anteriores, as supramencionadas Medidas Provisórias preveem: 
- Alteração das alíquotas da CFEM e de outros tributos relacionados à atividade de mineração ;
- Alteração no Código de Mineração ;
- Extinção do DNPM e criação da Agência Nacional de Mineração (ANM) .

Tais reformas na legislação significam um avanço na utilização e divisão dos royalties da mineração e no fortalecimento das ações voltadas à regulação do setor mineral, uma vez que, passada a gestão do DNPM para a estrutura de uma Agência Reguladora, há maior independência política e administrativa, podendo-se defender os interesses do Estado brasileiro com maior autonomia e poder fiscalizatório.

## O DNPM no caso da ruptura da barragem de Bento Rodrigues
Em novembro de 2015, o Diretor-Geral do DNPM, Celso Luiz Garcia, que havia sido empossado no cargo em 8 de junho de 2015, pediu exoneração, alegando problemas de saúde.  O pedido de exoneração deu-se poucos dias após o rompimento de uma  barragem de rejeitos  de mineração de ferro situada no subdistrito de Bento Rodrigues, município de Mariana, Minas Gerais, e operada pela  Samarco Mineração S.A.. O acidente, ocorrido em 5 de novembro, além de ter provocado a devastação do subdistrito de Bento Rodrigues, deixou 17 mortos e dois desaparecidos, além de milhares desabrigados, colapso  no abastecimento de água de diversos municípios mineiros e capixabas e um desastre ambiental sem precedentes no Brasil, devido à extensa poluição do rio Doce por afluxo de lama, gerando grande mortandade de peixes e destruição de ecossistemas ribeirinhos.   Durante as semanas que se seguiram ao desastre, o DNPM esteve no foco da mídia em reportagens e entrevistas relacionadas à fiscalização das barragens de rejeitos. O próprio órgão admite insuficiências de pessoal e de recursos para cumprir suas atribuições.
Em 18 de novembro de 2015, foi indicado pelo ministro de Minas e Energia, Eduardo Braga, o geólogo Telton Elber Correa como Diretor-Geral interino da autarquia. Correa é funcionário de carreira do DNPM desde 1984  e, desde 2009, é Secretário-Adjunto da Secretaria de Geologia, Mineração e Transformação Mineral (SGM) do Ministério de Minas e Energia (MME). Já ocupara posição semelhante, entre 2003 e 2005, quando o órgão era denominado Secretaria de Minas e Metalurgia. 
O último diretor-geral do DNPM foi o geólogo Victor Hugo Froner Bicca, que teve sua gestão desde sua nomeação , em junho de 2016, até julho de 2017, quando se deu a publicação da Medida Provisória 791, que extinguiu o DNPM e criou a ANM. Atualmente, Victor Bicca segue como Diretor-Geral da ANM, provisoriamente, enquanto não vigorar a nova Estrutura Regimental da ANM (conforme Art. 26, parágrafo único, da Medida Provisória 791).